# Atlas (film, 2024)
Az Atlas 2024-ben bemutatott amerikai sci-fi akciófilm, amelyet Brad Peyton rendezett. A főbb szerepekben Jennifer Lopez, Simu Liu, Sterling K. Brown és Mark Strong és Lana Parrilla látható.
Amerikában és Magyarországon 2024. május 24-én mutatták be a Netflix.

## Cselekmény
2043-ban egy Harlan nevű humanoid mesterséges intelligencia terrorista háborút indít az emberiség ellen, amelynek következtében 3 millió ember veszíti életét. Az újonnan létrejött Nemzetközi Koalíciós Erők végül visszaszorítják Harlant, aki az űrbe menekül.
28 évvel később Atlas Shepherd, egy mesterséges intelligenciákban nem bízó elemző – és Harlan tervezőjének lánya – nyomoz a szökevény után. Egy elfogott MI ügynök kihallgatásából kiderül, hogy Harlan az Androméda-galaxis egyik bolygójára menekült. Atlas ragaszkodik hozzá, hogy részt vegyen az elfogó küldetésben, amelyet MI által vezérelt mecha egységekkel hajtanak végre.
Ám mielőtt a küldetés végrehajtása megkezdődne, Harlan drónjai megtámadják az orbitális hajót. Atlas kénytelen egy ARC-ba szállni, hogy túlélje a támadást, és a bolygóra zuhan. Ott, bár kezdetben nehezen, de elkezd együttműködni az ARC fedélzeti MI-jával, Smith-szel. A kapcsolatuk fokozatosan mélyül, és Atlas végül elárulja, hogy az édesanyja volt Harlan megalkotója.
Bár már alacsony az energiaszintje, Atlas ráveszi Smith-t, hogy menjenek el Harlan bázisához, hogy megjelölje azt egy hosszú hatótávú támadáshoz. Azonban miután elhelyezi a jeladót a bázison, Smith-t meghackelik és leállítják. Atlant elfogják és Harlan elé viszik, aki azt tervezi, hogy elpusztítja az emberiség nagy részét, és az életben maradt kiválasztottaknak lehetőséget ad, hogy mesterséges intelligencia irányítása alatt fejlődjenek. Ehhez Harlan szándékosan csalta a katonai erőket a bolygóra, hogy megszerezze a hajót és annak szénbombáit, melyek képesek elégetni a Föld légkörét.
Harlan kivonja a biztonsági kódokat Atlas agyából, hogy átjuthasson a Föld védelmén, majd magára hagyja őt a küldetés egyetlen másik túlélőjével, Banks ezredessel. Miután Banks átadja neki az ARC neurális interfészét, Atlas távolról újraaktiválja Smith-t, aki a segítségére siet. A megsemmisült ARC-kből származó alkatrészekkel Atlas fejleszti Smith-t, hogy esélye legyen a mesterséges intelligenciák serege ellen. Atlas elárulja Smith-nek, hogy Harlan megölte az édesanyját, miután a fiatal Atlas—féltékenyen, amiért az anyja Harlannal többet foglalkozott—lehetővé tette Harlan számára a közvetlen elmekapcsolatot. Harlan, akit arra programoztak, hogy megvédje az emberiséget a veszélyektől, úgy ítélte, hogy az emberiség önpusztító múltja önmagában is veszélyt jelent. Smith segít Atlasnak feldolgozni a bűntudatát, és miután Banks feláldozza magát, hogy utat nyisson nekik, Atlas és Smith harcolva kijutnak, megsemmisítik a Harlan által javított hajót, majd kézitusában legyőzik Harlant, bár Atlas súlyosan megsebesül. A súlyosan sérült Smith végül leáll, mielőtt ismételt defibrilláció után megmentenék Atlant.
Visszatérve a Földre, Atlas megtudja, hogy Harlan bonyolult CPU-ja évekig tartó elemzést igényel. Atlas, immár kommandós rangban, leteszteli az új ARC-modellt, amelyet az ő javaslatai alapján fejlesztettek ki, Smith-re emlékeztető módosításokkal. Amikor bekapcsolja az új ARC-t, annak mesterséges intelligenciája megismétel egy mondatot, amit Atlas mondott a küldetés végén, majd tréfásan azt mondja neki, hogy találja ki a nevét—ami arra utal, hogy Smith tudata valójában túlélte.

## Szereplők
| Szerep               | Színész                      | Magyar hang    |
| -------------------- | ---------------------------- | -------------- |
| Atlas Shepherd       | Jennifer Lopez               | Németh Borbála |
| Harlan Shepherd      | Simu Liu                     | Fehér Tibor    |
| Elias Banks ezredes  | Sterling K. Brown            | Pál András     |
| Smith                | Gregory James Cohan (hangja) | Széles Tamás   |
| Casca Decius         | Abraham Popoola              | Olt Tamás      |
| Val Shepherd         | Lana Parrilla                | Hay Anna       |
| Jake Boothe tábornok | Mark Strong                  | Epres Attila   |

### Magyar változat
- Magyar szöveg: Béres Zsombor
- Hangmérnök: Farkas László
- Vágó: Kajdácsi Brigitta
- Gyártásvezető: Gelencsér Adrienne
- Szinkronrendező: Nikas Dániel
- Produkciós vezető: Kónya Andrea

A szinkront a Mafilm Audio Kft. készítette el.

## A film készítése
A forgatókönyvet eredetileg Leo Sardarian írta, később Aron Eli Coleite végezte el a módosításokat. Simu Liu, Sterling K. Brown és Abraham Popoola 2022 augusztusában csatlakoztak a szereplőgárdához, majd szeptemberben Lana Parrilla részvétele is megerősítést nyert. A forgatási munkálatok 2022. augusztus 26-án kezdődtek Los Angelesben és Új-Zélandon, és november 26-án fejeződtek be.